# Злюки бобри
«Злюки бобри» (англ. «The Angry Beavers») — американський мультсеріал компанії «Nickelodeon» про двох братів-бобрів: Норберта і Деґґета.

## Сюжет
Братам-бобрам належить почати самостійне життя після того, як батьки виселяють їх з будинку. Бобри спільно побудували будинок на березі озера. Вони шанують один одного, але самостійне життя — це не просто так, тепер у них будь-якої хвилини щось може трапитися (так зазвичай і буває) — і тоді хороші в душі бобри показують свою погану половину. Вони дійсно Злюки бобри!

## Персонажі

### Головні
- Деґґет Дуфус — молодший брат (брюнет). Завжди повний нестримної енергії. Дуже нетерплячий, швидко здається, особливо коли не може довести справу до кінця. Усі свої нові ідеї завжди намагається втілити в життя одразу після їх появи. Не виділяється розумовими здібностями. Поводиться по-дитячому.
- Норберт Фостер — старший брат (блондин), майже повна протилежність Деггету. Розумний. Холоднокровний, спокійний та врівноважений, проте в стані злості або якщо є бажання помститися виявляє агресію і диктаторську натуру. Дуже терплячий, здатен втілювати у життя грандіозні проєкти (наприклад, збудувати на власному озері парк розваг).

### Другорядні
- Пеньок — на вигляд, неживий персонаж, що являє собою пеньок невідомого дерева, в тріщинах кори якого можна розпізнати подібність до рис обличчя. Бобри вважають його живим і поводяться з ним відповідно. Цікаво, що Пеньок іноді переміщується невідомим чином, але лише тоді, коли знаходиться за кадром.
- Ведмідь Баррі — друг Деґа та Норба, прихильник Соула. Прообразам став співак Баррі Вайт.
- Тракі (Водій вантажівки) — груба та жорстока землерийка-далекобійник. Носить величезну білу кепку.
- Бінг — набридлива ящірка.
- Окснард Монтальво — улюблений кіногерой бобрів. Зірка другосортних фільмів жахів, які дуже полюбляють Норб та Деґ.
- Великий Кролик — хуліган, що хоче потоваришувати з бобрами.
- Ель Грападура (ісп. «Степлер») — улюблений реслер бобрів.
- Вчений № 1 та Піт — двоє стереотипних вчених, часто проводять безумні експерименти.
- Квіточка — кохана Норберта.
- Челсі та Стейсі — молодші сестри Норба та Деґґі.
- Мама і Тато — батьки бобрів.

## Створення
«Злюки бобри» є творінням Мітчелла Шауера та співрозробника Кіта Качорека. Під час роботи продюсером мультсеріалу «Фриказоід» на Warner Bros. Animation у 1995 році компанія Gunther-Wahl Productions запросила три ідеї для анімаційних серіалів, оскільки студія мала можливість запропонувати шоу «Nickelodeon». Одна з трьох ідей, які представив Шауер, була ранньою концепцією Злюк бобрів. Вони були натхненні ранніми роками Шауера в Оклахомі, коли не мав постійного місця проживання і часто бачив бобрів у сусідній річці. Початкова концепція мультсеріалу була зосереджена на двох поганих бобрах, які ненавиділи все, що було модним чи популярним у ЗМІ.
Під час виробництва серіалу Шауер і команда почали більше дізнаватися про реальних бобрів і застосовували їхні риси в сюжетних лініях. Річард Стівен Горвіц і Нік Бакай були обрані в якості акторів озвучення головних бобрів Даггета і Норберта. Було проведено прослуховування для понад 300 різних акторів, але Шауер зупинився на двох, тому що вони ідеально втілили персонажів двох бобрів, а також був вражений їхнім зв'язком, коли їх представили один одному. Він пригадав, що ці двоє часто відходили від сценарію під час запису, що він заохочував, вважаючи, що їхня імпровізація призвела до найкращих моментів серіалу.

## Жанри
Жанр мультсеріалу комедійний, тому він налічує велику кількість жартів. Зазвичай основою усіх жартів стає характер та розумові здібності братів, оскільки за цими критеріями автор мультсеріалу їх протиставив.
Один з жартів зачепив і актора Річарда Хорвітза, що озвучує роль Деггі в оригінальному мультсеріалі. Він був згаданий у серії «Tree of Hearts» від 11 квітня 1998 ― одразу після народження його старшого сина:
Норберт: [читає газету] Деггі! Поглянь! [читає статтю вголос] «11 квітня Річард Хорвітз став батьком! Новонародженому синові дали ім'я Джейк Еліот Хорвітз».
Деггет: Круто! А хто такий цей Річард Хорвітз?
Норберт: Еммм… Не зважай.

## Трансляція
У США транслювалось в період з 19 квітня 1997 до 11 листопада 2001 року на каналі «Nickelodeon».

## Показ в Україні
Трансляцію в Україні проводив «Новий канал» у 2001—2008, 2012—2013 і з 2023 року. На канал «Кіно» у 2009—2010 роках. Одразу після закінчення на каналі «Кіно», мультсеріал наступного дня з'явився на каналі «QTV». У 2016—2017 роках транслювався на телеканалі «Піксель TV». 2023 року мультсеріал транслювався на телеканалі «Comedy Central».

## Одноголосе закадрове озвучення
Українською мовою мультсеріал озвучено студією «Пілот» на замовлення телекомпанії «Новий канал» 2001 року. Всі ролі озвучив Валерій Легін.

## Перелік серій

### Сезон 1 (1997)
| Номер | Назва                                                           | Оригінальна дата показу | Дата показу на «Новому каналі» | Дата показу на «QTV» |
| ----- | --------------------------------------------------------------- | ----------------------- | ------------------------------ | -------------------- |
| 1     | Народжені бобрами Гуляймо цілу ніч                              | 11 квітня 1997          | 1 листопада 2001               | 10 жовтня 2009       |
| 2     | Не кожний бобер допливе до середини Не дивись брату в зуби      | 18 квітня 1997          | 2 листопада 2001               | 10 жовтня 2009       |
| 3     | Віддай подарунок ворогу Вперед бобри.\|\|25 квітня 1997         | 3 листопада 2001        |                                | 10 жовтня 2009       |
| 4     | Купон на бобра Лосось наступає                                  | 2 травня 1997           | 10 листопада 2001              | 10 жовтня 2009       |
| 5     | Пляжні бобри. Не турбуйте Рейнджера\|\|9 травня 1997            | 11 листопада 2001       | 11 жовтня 2009                 |                      |
| 6     | Мускул-Бобер Рибні Соуси\|\|16 травня 1997                      | 12 листопада 2001       | 11 жовтня 2009                 |                      |
| 7     | Бобер ніндзя Жахливі жучки                                      | 23 травня 1997          | 11 жовтня 2009                 | 19 листопада 2001    |
| 8     | Місія у Великому Гарячому Тзінгі Спробуй\|\|30 травня 1997      | 20 листопада 2001       | 18 жовтня 2009                 |                      |
| 9     | Смердюк Зламаний Будинок\|\|6 червня 1997                       | 21 листопада 2001       | 18 жовтня 2009                 |                      |
| 10    | Уявна Франце АШ2-Зоя\|\|13 червня 1997                          | 28 листопада 2001       | 19 жовтня 2009                 |                      |
| 11    | «The Bing That Wouldn't Leave You Promised»\|\|20 червня 1997   | 29 листопада 2001       | 19 жовтня 2009                 |                      |
| 12    | "Bummer of Love «Food of the Clods»\|\|27 червня 1997           | 30 листопада 2001       | 26 жовтня 2009                 |                      |
| 13    | «Tree's Company Guess Who's Stumping to Dinner»\|\|4 липня 1997 | 7 грудня 2001           | 26 жовтня 2009                 |                      |

### Сезон 2 (1998)
| Номер | Назва                                                                      | Оригінальна дата показу |
| ----- | -------------------------------------------------------------------------- | ----------------------- |
| 14    | «Beaver Fever / Same Time Last Week»\|\|20 лютого 1998                     |                         |
| 15    | «Kandid Kreatures / Fakin' It»\|\|27 лютого 1998                           |                         |
| 16    | «Muscular Beaver 2 / Stump Looks For His Roots»\|\|6 березня 1998          |                         |
| 17    | «Tree of Hearts / Dag for the Night»\|\|13 березня 1998                    |                         |
| 18    | «Un-barry-ble / Another One Bites the Musk»\|\|20 березня 1998             |                         |
| 19    | «The Mighty Knothead / Pond Scum»\|\|3 липня 1998                          |                         |
| 20    | «Friends, Romans, Beavers / Big Round Sticky Fish Thingy»\|\|10 липня 1998 |                         |
| 21    | «Lumberjack's Delight / Zooing Time»\|\|17 липня 1998                      |                         |
| 22    | «Utter Nonsense / Endangered Species»\|\|31 липня 1998                     |                         |
| 23    | «The Day the World Got Really Screwed Up»                                  | 30 жовтня 1998          |
| 24    | «Open Wide for Zombies / Dumbwaiters»\|\|6 листопада 1998                  |                         |
| 25    | «Sans-A-Pelt / Gonna Getcha»\|\|13 листопада 1998                          |                         |
| 26    | "If You In-sisters / «Alley Oops»\|\|20 листопада 1998                     |                         |

### Сезон 3 (1999—2000)
| Номер | Назва                                                                    | Оригінальна дата показу | Виробничий код |
| ----- | ------------------------------------------------------------------------ | ----------------------- | -------------- |
| 27    | «My Bunny-Guard / What's Eating You?»                                    | Березень 14, 1999       | 027            |
| 28    | «Omega Beaver / Bite This!»                                              | Березень 21, 1999       | 028            |
| 29    | «Spooky Spoots / Up All Night 2: Up All Day. The Reckoning»              | Березень 28, 1999       | 029            |
| 30    | «Muscular Beaver 3 / Sang 'em High»                                      | Квітень 4, 1999         | 030            |
| 31    | «In Search of Big Byoo-Tox / Moronathon Man»                             | Квітень 11, 1999        | 031            |
| 32    | «The Legend of Kid Friendly / Silent but Deadly»                         | Квітень 18, 1999        | 032            |
| 34    | «Tough Love / A Little Dad'll Do You»                                    | Червень 20, 1999        | 034            |
| 33    | «Pass It On! / Stump's Family Reunion»                                   | Липень 24, 1999         | 033            |
| 37    | «Muscular Beaver 4 / Act Your Age»                                       | Серпень 14, 1999        | 037            |
| 35    | «Too Loose Latrine / Pack Your Dags»                                     | Серпень 21, 1999        | 035            |
| 36    | «Daggy Dearest / Dag's List»                                             | Серпень 28, 1999        | 036            |
| 38    | «Mistaken Identity / Easy Peasy Rider»                                   | Вересень 12, 1999       | 038            |
| 39    | «Stare and Stare Alike / I'm Not an Animal, I'm Scientist #1»            | Жовтень 9, 1999         | 039a / 041b    |
| 40    | «Norberto y Daggetto en El Grapadura y el Castor Malo / The Loogie Hawk» | Жовтень 16, 1999        | 040            |
| 41    | «Kreature Komforts / Oh, Brother?»                                       | Жовтень 23, 1999        | 042            |
| 42    | «Das Spoot / Sqotters»                                                   | Листопад 6, 1999        | 043            |
| 43    | «Long Tall Daggy / Practical Jerks»                                      | Листопад 13, 1999       | 041a / 039b    |
| 44    | «Dagski And Norb / Shell Or High Water»                                  | Листопад 20, 1999       | 044            |
| 45    | «Nice & Lonely / Soccer? I Hardly Knew Him!»                             | Грудень 11, 1999        | 045            |
| 46    | «Brothers… To The End? / Euro Beavers»                                   | Грудень 31, 1999        | 048            |
| 47    | «Slap Happy / Home Loners»                                               | Березень 4, 2000        | 046            |
| 48    | «Ugly Roomers / Finger Lickin' Goofs»                                    | Березень 11, 2000       | 047            |
| 49    | «Strange Allure / Partying Is Such Sweet Sorrow»                         | Березень 18. 2000       | 049            |

### Сезон 4 (2000—2001)
| Номер | Назва                                             | Оригінальна дата показу | Виробничий код |
| ----- | ------------------------------------------------- | ----------------------- | -------------- |
| 50    | «Chocolate Up to Experience / Three Dag Nite»     | Вересень 2, 2000        | 050            |
| 51    | «Fat Chance / Dag in the Mirror»                  | Вересень 9, 2000        | 051            |
| 52    | «Canucks Amuck / Yak in the Sack»                 | Вересень 16, 2000       | 052            |
| 53    | «Driving Misses Daggett / Big Fun»                | Вересень 16, 2000       | 053            |
| 54    | «Moby Dopes / Present Tense»                      | Вересень 23, 2000       | 054            |
| 55    | «It's a Spootiful Life / The Mom from U.N.C.L.E.» | Вересень 23, 2000       | 055            |
| 56    | «House Sisters / Muscular Beaver 5»               | Вересень 30, 2000       | 056            |
| 57    | «Vantastic Voyage / Blacktop Beavers»             | Вересень 30, 2000       | 057            |
| 58    | «Specs Appeal / Things That Go Hook in the Night» | Січень 6, 2001          | 058            |
| 59    | «Damnesia / The Posei-Dam Adventure»              | Лютий 17, 2001          | 059            |
| 60    | «The Big Frog / Dag Con Carny»                    | Березень 3, 2001        | 060            |
| 61    | «All in the Colony / Line Duncing»                | Березень 10, 2001       | 061            |
| 62    | «Beavemaster / Deck Poops»                        | Березень 17, 2001       | 062            |